# Charles Laughton
Charles Laughton (Scarborough, Inglaterra, 1 de julio de 1899-Los Ángeles, 15 de diciembre de 1962) fue un actor y director de cine y teatro británico nacionalizado estadounidense en 1950.
Laughton era conocido por su intensa implicación en el trabajo, que él consideraba, más que una profesión, un arte creativo a la altura de las creaciones musicales, pictóricas o literarias. James Mason, comentando la revolución en el arte de la actuación que supuso la irrupción de Laughton, lo definió como «un actor del método sin sus tonterías». El mismo Laughton dijo respecto al Actors Studio: «Un actor del método te ofrece una fotografía: yo prefiero hacer una pintura al óleo».

## Biografía

### Inicios y primeros éxitos teatrales
Charles Laughton nació el 1 de julio de 1899 en la villa costera de Scarborough. Sus padres eran hosteleros y planeaban que Charles, el primogénito de sus tres hijos, los sucediera en el negocio familiar. Pero Laughton se sintió atraído por el mundo del espectáculo desde temprana edad.
La madre de Laughton era de familia irlandesa y católica, y envió a sus hijos a estudiar al Stonyhurst College, en Lancashire, una escuela privada jesuita. En 1915, Laughton dejó sus estudios, y sus padres lo enviaron a aprender el negocio hotelero en Londres, donde trabajó en el hotel Claridges y tuvo la ocasión de disfrutar de los espectáculos teatrales de la capital.
En 1917, es llamado a filas y lucha en el frente occidental durante la Primera Guerra Mundial, donde sufre los efectos del gas mostaza, que le dejó una lesión en la tráquea y una voz nasal. De vuelta a la vida civil, trabaja en el negocio familiar mientras participa en producciones teatrales de aficionados, hecho que su familia no ve con buenos ojos, hasta que en 1925 (y después de no pocas fricciones con su conservadora familia, debidas a su inclinación a la farándula), llegó a un acuerdo con sus padres y hermanos y se inscribió en la Royal Academy of Dramatic Art (RADA), en Londres, donde tuvo profesores como Claude Rains, Alice Gachet y Theodore Komisarjevsky; este último lo dirigirá andando el tiempo en varias representaciones teatrales.[cita requerida]
Rellenito y de rostro no demasiado agraciado —según el canon establecido—, Laughton temía no tener posibilidades como actor; por suerte, sus profesores le saben transmitir que lo que cuenta es el talento y la pasión por el trabajo; bajo su guía, Laughton trabajará incansablemente y con entusiasmo en su aprendizaje. En 1926 obtuvo la Bancroft Medal como mejor estudiante, y seguidamente comenzó su carrera profesional bajo la guía de Komisarjevski, quien lo dirigió en su debut en el pequeño Barnes Theatre, a las afueras de Londres, con la obra El inspector, de Nikolái Gógol, en el papel de Osip. También trabajó en dos de las escenificaciones de obras de Antón Chejov con las que Komisarjevsky popularizó a este autor en Inglaterra, que desde entonces se convirtió en el autor extranjero más representado en la escena británica. Laughton interpretó a Epidohof en El jardín de los cerezos y al capitán Solyoni en Las tres hermanas. De nuevo con Komisarjevsky, interpretó el papel de Ficsur el ladrón en Liliom, una pieza semifantástica del dramaturgo húngaro Ferenc Molnár con la que atrajo la atención de crítica y público.[cita requerida]

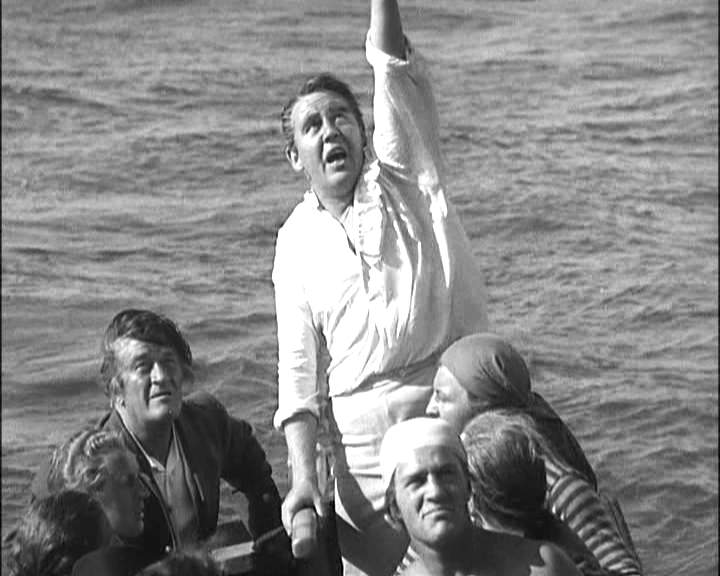
Laughton (36), en Rebelión a bordo.

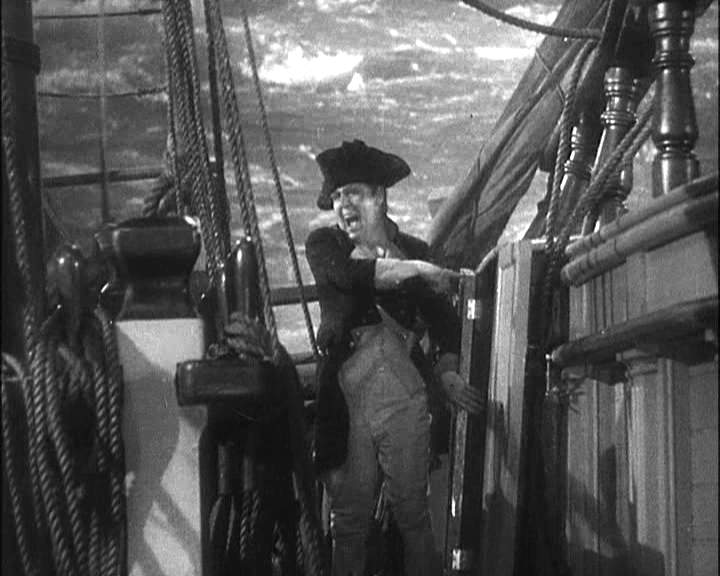
Laughton, en Rebelión a bordo (1935).

Estas obras son seguidas por multitud de papeles de importancia creciente, con los cuales el joven Laughton adquirió confianza y una característica versatilidad, que le hacía interpretar con virtuosismo los personajes extremos: el tiránico y flemático gobernador militar ruso, en The Greater Love; Cantavalle, un proto paparazzo caradura en Vestire gli ignudi; un marido excesivamente celoso, en The Happy Husband; el maquiavélico conde Pahlen, en Paul I, y su primer papel como protagonista en Mr. Prohack, de Arnold Bennett, que interpreta con éxito. En esta última conoce a la actriz coprotagonista Elsa Lanchester, quien se convertiría en su esposa en 1929.[cita requerida]
Durante este tiempo comenzó a trabajar en cine. Participó en cortometrajes experimentales con guion de H. G. Wells, protagonizados por su compañera sentimental y dirigidos por Ivor Montagu: Bluebottles, The Tonic y Daydreams. También trabajó en filmes de cuota (apresuradas producciones para cubrir la cuota de filmes ingleses establecida por el gobierno británico), como Comets, Wolves o Down River y, de más nota, apareció brevemente como cliente impertinente de un club nocturno en Piccadilly, de Ewald Andrea Dupondt.[cita requerida]
Mientras tanto, continuó su ascendente carrera escénica con el papel de Mr. Crispin en A Man With Red Hair, y fue el primer actor en interpretar a Hércules Poirot en Alibi, la primera adaptación teatral de una obra de Agatha Christie. Hizo el papel del quijotesco mister Pickwick en una producción de la obra de Charles Dickens e interpretó a un sensible astrónomo en Beauty. Seguidamente, representó a Harry Heegan, un futbolista mutilado en la Gran Guerra, en el estreno mundial de la obra de Sean O'Casey, The Silver Tassie, polémica por su tratamiento nada sentimental del conflicto y su innovador y estilizado segundo acto. Seguidamente, interpretó a un cómico general de brigada en French Leave y su poderosa interpretación del gánster Toni Perelli, en On the Spot, de Edgar Wallace, convirtió la obra en un éxito. Luego interpretó al contable de banco y asesino circunstancial de Payment Deferred. En esta obra, su esposa Elsa Lanchester interpretó el papel de su hija. Por su éxito en este papel, el empresario Gilbert Miller lo convocó para repetir su rol en Broadway.[cita requerida]

### El éxito cinematográfico
Su paso por los escenarios de Nueva York y Chicago llamó la atención de los cazadores de talentos de Hollywood, y Laughton firmó un contrato con la Paramount para interpretar a un capitán de submarino enloquecido por los celos en Entre la espada y la pared, aunque antes hizo una película para la Universal, The Old Dark House, como uno de los viajeros atrapados por el mal tiempo en una decrépita mansión. Interpretó además a un afeminado y decadente Nerón en The Sign of the Cross / El signo de la cruz (1932), un filme de Cecil B. DeMille que lo situó en el mapa de la fama; al amoral doctor Moreau en Island of Lost Souls / La isla de las almas perdidas (1933) (la adaptación de la obra de H.G. Wells La isla del doctor Moreau), protagonizada por Bela Lugosi, y a un oficinista favorecido por el azar en el episodio dirigido por Ernst Lubitsch (el más corto, aunque, a decir de muchos, el mejor de la película) en If I Had A Million. Para la Metro-Goldwyn-Mayer recreó su papel escénico en Payment Deferred, producida por Irving Thalberg, quien luego se convirtió en un buen amigo del actor.

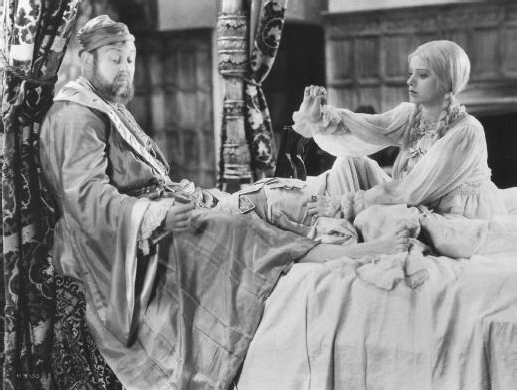
Laughton representa al rey Enrique VIII y Elsa Lanchester a Ana de Cléveris (febrero de 1939).

Laughton regresó a Londres con la intención de volver a hacer teatro, pero un joven cineasta húngaro, Alexander Korda, lo convenció para hacer una película, La vida privada de Enrique VIII (The Private Life of Henry VIII, 1933), la primera película británica en tener un gran éxito en los Estados Unidos y que marcó el comienzo de la colaboración entre el actor y el productor. Laughton recibió un Óscar al mejor actor por su interpretación del rey Enrique VIII y Korda consiguió con esta película ser el productor cinematográfico más importante de Inglaterra.
Mientras La vida privada de Enrique VIII se exhibía con gran éxito en todo el mundo, Laughton volvió momentáneamente a Hollywood para interpretar a amo de una plantación de caucho en Malasia en White Woman.
Aunque sus servicios eran muy demandados en Hollywood, regresó a Inglaterra para actuar durante la temporada 1933-1934 en el Old Vic bajo la dirección del escocés Tyrone Guthrie, con un sueldo notablemente inferior al que habría cobrado haciendo películas en América. Durante esta temporada trabajó en obras de William Shakespeare, Oscar Wilde, Antón Chéjov y William Congreve. Interpretó al reverendo Chasuble en La importancia de llamarse Ernesto y al rey Enrique en Enrique VIII. Sus interpretaciones de Macbeth y Próspero (en La tempestad) fueron discutidas por la crítica, pero su Angelo en Medida por medida se consideró una de las mejores interpretaciones de este personaje; y también fueron bien recibidas sus Lopakhin (El jardín de los cerezos) y Tattle (Love for Love).
La temporada del Old Vic fue una experiencia que mejoró su voz y su rendimiento como actor. Volvió a Estados Unidos para trabajar de nuevo con Irving Thalberg en The Barretts of Wimpole Street, interpretando al severo y machista padre de la poetisa Elizabeth Barrett Browning. Para la Paramount interpretó a un mayordomo inglés trasplantado en el salvaje Oeste en la comedia Nobleza obliga y al inflexible inspector Javert en Los miserables (inspirada en la novela homónima de Victor Hugo), para la 20th Century Fox. De nuevo producido por Thalberg, interpretó al capitán Bligh en Rebelión a bordo (Mutiny On the Bounty), según la novela de Nordhoff y Hall sobre el histórico motín del Bounty. Todas estas interpretaciones fueron exitosas entre el público y la crítica.
De regreso a Inglaterra, Korda le propuso una serie de ideas para películas que no se acababan de materializar. Durante este período trabajó con la Comédie Française en París en El médico a palos, de Molière interpretando (en francés) a Sganarelle. Después de descartar una adaptación del Cyrano de Bergerac de Edmond Rostand, Korda se decidió finalmente por una biografía del pintor Rembrandt (1936), de quien Laughton, gran amante de la pintura, hizo un retrato sutil y sensible. Su mujer Elsa Lanchester interpretó a Hendrickje Stoffels, la amante del pintor. En este mismo año, el matrimonio volvió al teatro en una producción navideña de Peter Pan, con Lanchester en el papel de Peter y Laughton como el capitán Hook.

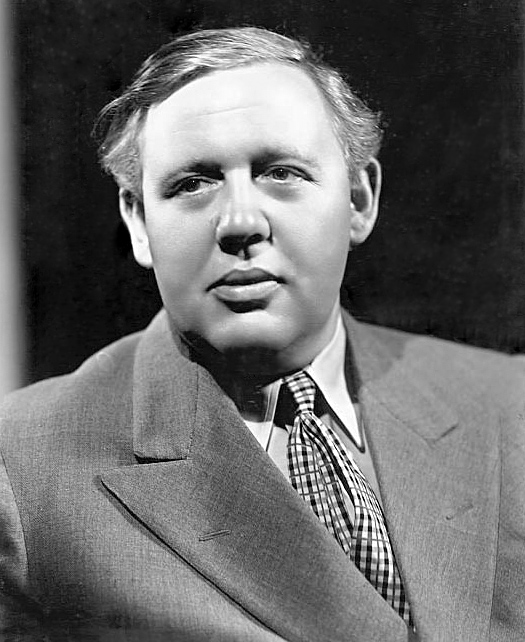
Foto publicitaria de Charles Laughton.

El siguiente proyecto de Korda fue una adaptación de la novela de Robert Graves Yo, Claudio. El rodaje se canceló cuando la coprotagonista Merle Oberon sufrió un accidente de tráfico. Pero esa razón fue una excusa de Korda para clausurar un rodaje que, a su parecer, era demasiado tenso y problemático, y de paso cobrar la indemnización de la Prudential, la compañía que aseguraba el rodaje. El director Joseph von Sternberg escribió en sus memorias que todo fue culpa de Laughton y su errático comportamiento; pero un documental hecho en 1966 por la BBC, que incluye varias escenas acabadas de la película, demuestra en ellas que Laughton, pese a su inseguridad, ofrecía una actuación soberbia. Asimismo, varios participantes en el rodaje declararon en el documental que la falta de empatía y apoyo de Sternberg respecto al actor (que afrontaba un trabajo delicado) era total y, por tanto, el director también tuvo una buena parte de la responsabilidad en la no conclusión del film.

### Mayflower pictures
Yo, Claudio supone el final de sus obligaciones profesionales con Korda, y Laughton se plantea establecerse por su cuenta. El actor tenía planes para crear una productora con su amigo Irving Thalberg, quien quería dejar la Metro-Goldwyn-Mayer y convertirse en productor independiente, pero la prematura muerte de Thalberg lo impide. Entonces aparece en Londres el productor Eric Pommer (exiliado de la Alemania Nazi) y junto con Laughton crean la Mayflower Pictures con la intención de hacer películas en Inglaterra que resulten atractivas también para los americanos, pero que no sean exclusivamente comerciales, sino que tengan calidad artística.
La compañía produce Vessel of Wrath a partir de una historia de Somerset Maugham, donde Laughton interpreta a un vago autoexiliado en los trópicos redimido por una reprimida misionera (Elsa Lanchester). En St. Martin's Lane, según un guion de Clemence Dane, Laughton es un artista de calle que descubre a una ladronzuela (Vivien Leigh) con talento para la danza. Y posteriormente interpreta la adaptación de la novela de Daphne Du Maurier Jamaica Inn sobre contrabandistas en Cornualles, el guion de la cual tuvo que ser modificado, porque la censura no admitía que un capellán fuese líder de la banda, y este personaje (el que tenía que interpretar Laughton) fue transformado en un terrateniente. Esta última película descubrió a una jovencísima Maureen O'Hara.

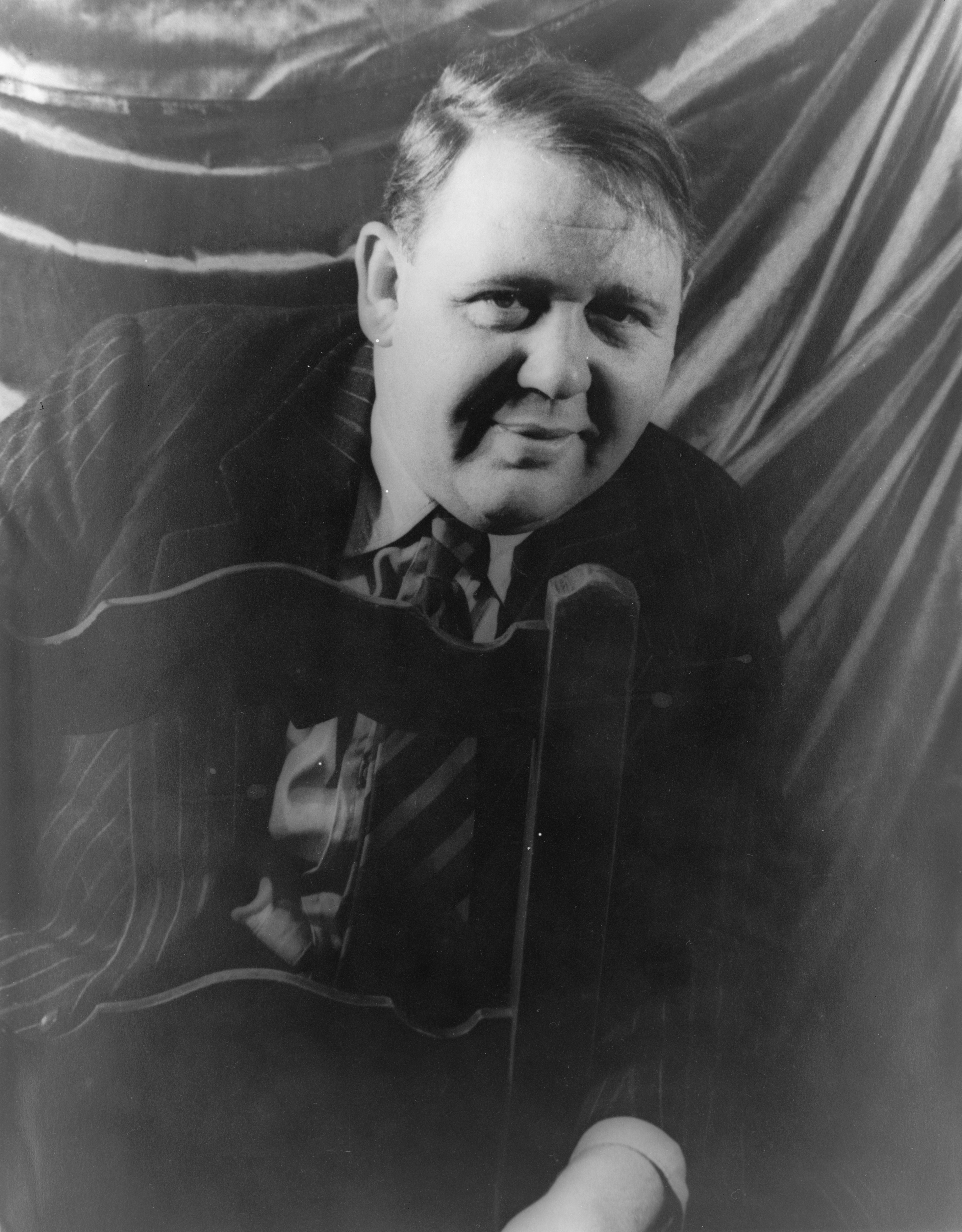
Laughton a los 41 años. Fotografía (1940) de Carl Van Vechten.

Las películas de la Mayflower, a pesar de tener sus puntos de interés y buenas interpretaciones por parte de Laughton y los otros actores, no acaban de ser exitosas y no funcionan en taquilla. La productora de Laughton y Pommer está en quiebra: forzosamente, la RKO ofrece a ambos socios un contrato a cambio de subsanar las deudas de Mayflower. Además, ofrecen a Laughton un papel irresistible: Quasimodo en un espectacular remake del éxito del cine mudo The Hunchback of Notre Dame y que se llamará Esmeralda la Zíngara (sobre la novela de Victor Hugo Nuestra Señora de París). Su interpretación del papel resulta memorable.

### Los años de la guerra, la radio y Brecht
La guerra estalla durante el rodaje de Esmeralda la zíngara donde participa la actriz-promesa descubierta por él, Maureen O'Hara en el papel de Esmeralda, y definitivamente acaba con los planes de Laughton y Pommer de continuar produciendo películas por su cuenta, aunque los dos socios todavía harán una película juntos para la RKO They Knew What They Wanted. Laughton es «prestado» por la RKO a otras productoras, que sin productores con el genio de Thalberg, a menudo desaprovechaban el talento de Laughton en películas mediocres. Así mismo, y pesar de esto, Laughton ofrecerá interpretaciones notables y más todavía cuando se encuentra con un guion decente y buenos directores. Como en el caso de Esta tierra es mía, un drama dirigido por Jean Renoir sobre la resistencia contra los nazis, donde Laughton ofrece un excelente retrato psicológico de un intelectual cobarde que se ve forzado a tomar parte ante la ocupación alemana. En The Suspect, un thriller de Robert Siodmak ambientado en el Londres victoriano, Laughton borda el papel de un resignado marido que se convierte en criminal de una manera inesperada.
Otros roles del período incluyen dos comedias musicales con Deanna Durbin, quien se convertirá en una buena amiga del actor: en It started with Eve hace de millonario viejo y un poco trapacero, y en Because of him interpreta, con un punto de autoparodia, un vanidoso actor-productor teatral. En uno de los episodios de Tales of Manhattan interpreta a un compositor que por fin tiene la oportunidad de estrenar una obra suya en una sala de conciertos, pero debe aparecer en público con un frac despedazado. En The Canterville Ghost interpreta al fantasma creado por Oscar Wilde. Y también hace un breve cameo en Forever and A Day una película con objetivos benéficos que hacen los británicos que trabajan en California, que no cobrarán sus salarios para atraer las simpatías de los americanos hacia Gran Bretaña. En Captain Kidd / El capitán Kidd (1945), dirigida por Rowland V. Lee, retrata sin piedad al famoso pirata como un diabólico asesino y arribista social:

Yo no soy violento, amigo mío, detesto a la gente violenta, pero no puedo permitir que alguien interrumpa mi camino. Soy un hombre ambicioso y tú lo sabes muy bien. Un hombre ambicioso, si es lo bastante osado, puede conseguir un reino; y yo quiero ser lord, amigo mío. Y para llegar a serlo un hombre tan vulgar como yo necesita muchísimo dinero. Por eso mismo me gustaría que fuésemos menos a repartir...

Aparte del cine, Laughton se dedica a leer en voz alta clásicos de la literatura tanto para los amigos como para soldados convalecientes en los hospitales. También trabaja en muchos programas dramáticos de radio. Su trabajo más notable en este medio es el que realiza para Norman Corwin. Laughton había colaborado por primera vez con Corwin en dos adaptaciones literarias en el programa de Corwin The Pursuit of Happiness: durante la década de los 40 ambos trabajarán juntos en diversas ocasiones, muy notablemente en American trilogy, tres programas sobre la obra de los poetas Walt Whitman y Carl Sandburg y el novelista Thomas Wolfe, con textos adaptados por Corwin, recitados por Laughton y musicados por Bernard Herrmann.

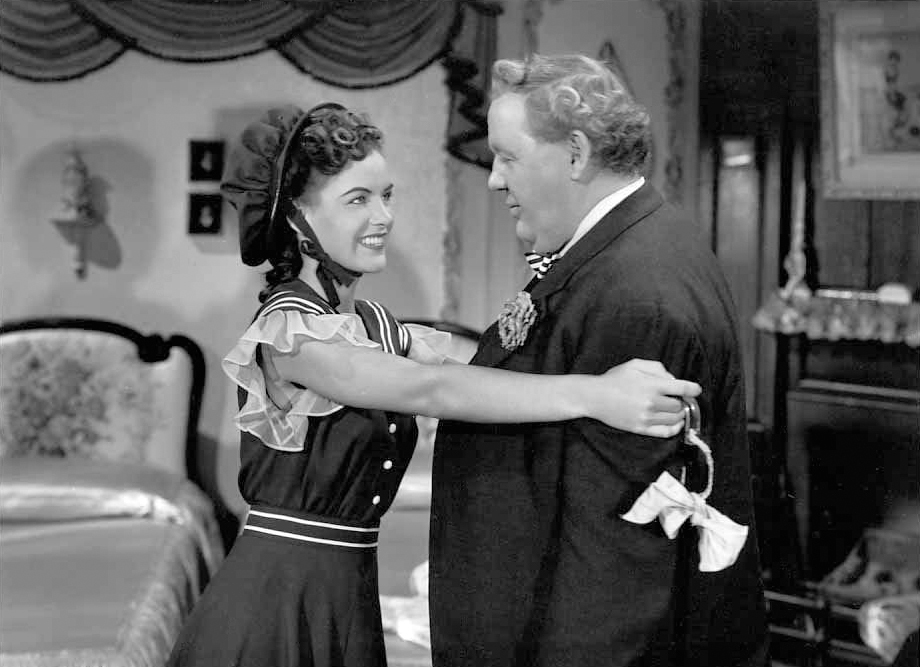
Laughton en la película El sospechoso (1944).

Durante la guerra, conoce al dramaturgo Bertolt Brecht (exiliado de la Alemania nazi) y ambos consideran la posibilidad de trabajar juntos. Después de considerar, por ejemplo Schweick en la Segunda Guerra Mundial, deciden trabajar en una adaptación al inglés de Vida de Galileo que se estrenará en 1947 en Los Ángeles, y más tarde en Nueva York, con Laughton en el papel principal. La paranoia anticomunista posterior a la Segunda Guerra Mundial provoca que Brecht vuelva a Alemania, de modo que Galileo es una colaboración única e irrepetible en el teatro estadounidense. Durante el período de Galileo, Laughton trabaja además en diversas películas, no siempre de calidad, con tal de poder permitirse tomar parte en un proyecto teatralmente ambicioso, pero arriesgado comercialmente.
Después de Galileo, a Laughton sólo le ofrecen pequeños papeles en películas de serie A o papeles más importantes en series decididamente B (y a menudo de productoras pequeñas o independientes). A pesar de eso, destacan interpretaciones como la de un dictatorial editor de prensa sin escrúpulos en The Big Clock, un chantajista torpe en The Bribe o un estricto y concupiscente juez en El proceso Paradine (The Paradine Case). También aparece como el inspector Maigret en El hombre de la Torre Eiffel (The Man on the Eiffel Tower) y como un sádico SS en la mala adaptación de la obra de Erich Maria Remarque Arch of Triumph.

### La era Gregory yLa noche del cazador
Durante este tiempo, Laughton entra en contacto con un grupo de jóvenes actores interesados en escenificar clásicos del teatro, y este será el origen de su actividad como profesor de arte dramático. A su clase asisten actores como William Cottrell, Shelley Winters, William Phipps, Belita o Richard Lupino. Aunque los respectivos compromisos profesionales de maestro y alumnos dejan poco tiempo para actividades extras, encuentran tiempo para organizar representaciones teatrales, como la producción de El jardín de los cerezos de Anton Chéjov, representada en 1950 en Los Ángeles con Eugenie Leontovich como Madame Ranewsky.
La carrera de Laughton vuelve a tomar impulso cuando un emprendedor agente, Paul Gregory, huele el potencial escénico de las veladas literarias que Laughton ha hecho hasta el momento de manera desinteresada para amigos o para convalecientes en los hospitales, y le propone hacer una gira de lecturas por América del Norte. El éxito de esta iniciativa es tal, que Gregory anima a Laughton para emprender proyectos más ambiciosos.
Así, Laughton dirige Don Juan In Hell / Don Juan en los Infiernos, una «lectura a cuatro voces»: en realidad, una representación sobria en elementos escénicos, pero hábilmente dramatizada, del tercer acto de la obra de George Bernard Shaw Man and Superman / Hombre y Sobrehombre, en la que Don Juan se encuentra en los infiernos filosofando con el Diablo, Doña Anna y el Comendador. Este acto no se acostumbraba a representar en el teatro a causa de su extensión e independencia respecto de la trama principal de la obra. Laughton como actor y director, en compañía de Agnes Moorehead, Charles Boyer y Cedric Hardwicke convierten la representación en un gran éxito. De una manera similar, Laughton dirige a Raymond Massey, Tyrone Power y Judith Anderson en una dramatización de la canción abolicionista «John Brown's body», que tiene una muy buena acogida. También resulta un éxito su adaptación teatral de The Caine Mutiny Court Martial, una novela de Hermann Wouk sobre un ficticio motín en un dragaminas durante la II Guerra Mundial, que fue adaptada más tarde al cine.
Durante este tiempo, el trabajo en el cine de Laughton pasó a un plano secundario, y a veces, como en The Strange Door actuó de modo deliberadamente histriónico.

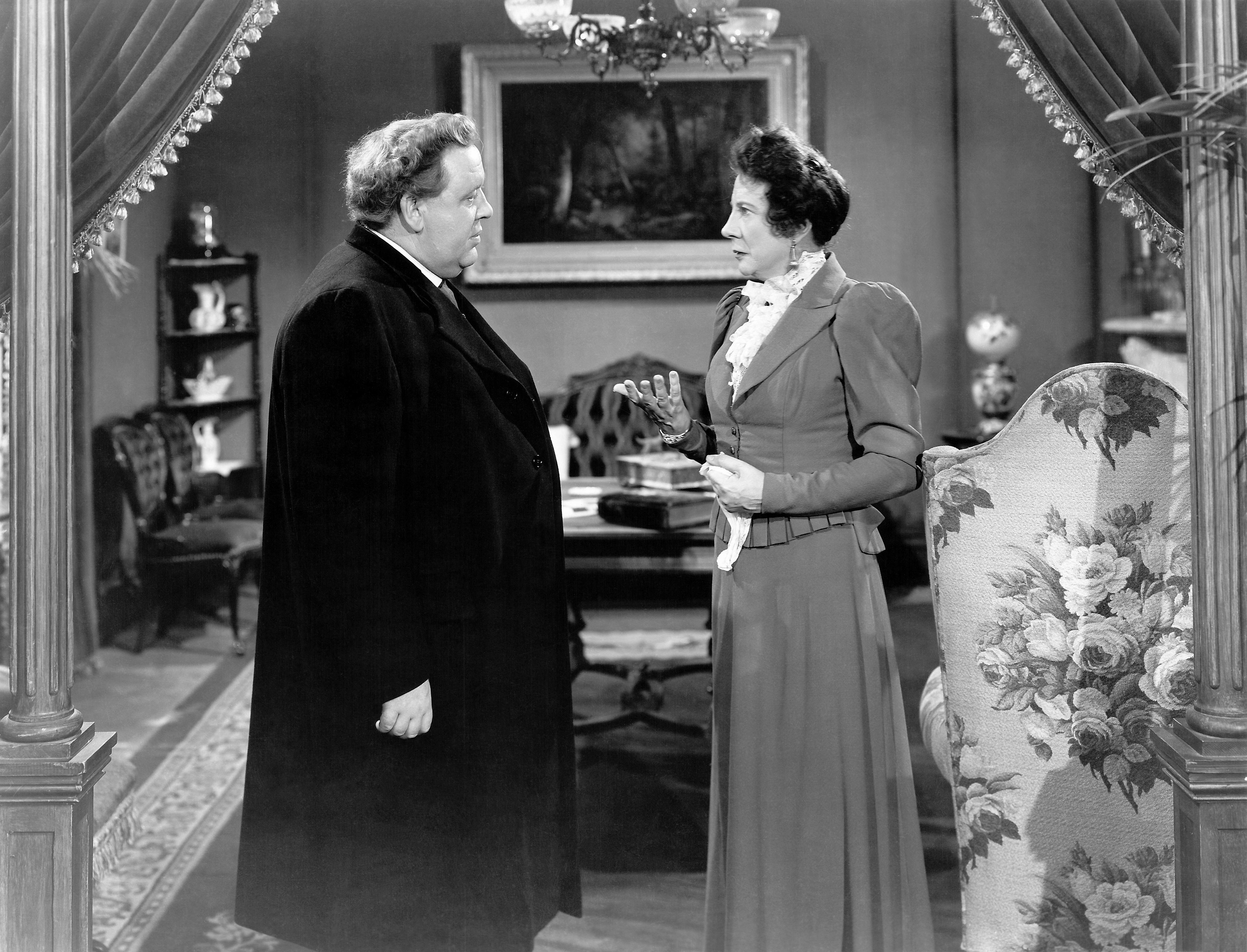
Laughton (45) en la película El sospechoso.

Repitió su rol como Enrique VIII en Young Bess y fue el rey Herodes en una versión muy sui generis de la Historia Sagrada en Salomé, con Rita Hayworth. En algunos filmes, su actuación es breve, pero notable: en The Blue veil ofrece un matizado retrato de un amable viudo que se quiere casar con la cuidadora del su hijo (Jane Wyman) y en O. Henry's Full House lo vemos como un mendigo que al llegar el frío se dedica a hacer todo tipo de fechorías para pasar el invierno en una calentita celda de la prisión (Marilyn Monroe aparece con Laughton en un breve cameo).
Vuelve a Inglaterra donde se le propone trabajar en la película El déspota (Hobson's Choice, 1954), dirigido por David Lean. Laughton había interpretado, en sus días como amateur, al personaje de Willie Mossop, así que en esta ocasión escogió a Hobson, un zapatero viudo y alcohólico que domina con mano de hierro a sus tres hijas.
Tras esta experiencia, Charles Laughton decide ponerse, a sus 55 años, detrás de la cámara. Él y Paul Gregory escogen la novela de Davis Grubb, The Night of The Hunter / La noche del cazador (1955). Laughton trabaja febrilmente en los preliminares con el novelista, Terry Sanders (director de la segunda unidad) y el diseñador de escenarios Hillyard Brown, potenciando, como hará después en el rodaje, una atmósfera altamente participativa, creativa y democrática entre actores y técnicos. Cuenta con otros colaboradores de altura, como el fotógrafo Stanley Cortez, que potenció los contrastes entre negro y blanco usando una película especial Kodak Tri-X con excelentes resultados al ajustarse a la visión de Laughton, o el músico Walter Schumann, autor de una espléndida banda sonora. El equipo de actores cuenta con gente de estilos tan diversos como Robert Mitchum, Shelley Winters o Lillian Gish, y todos produjeron interpretaciones eminentes. La película posee un lenguaje propio de gran lirismo (como la persecución del predicador asesino y cantor de himnos y las alucinadas escenas del río) y bebe tanto de las fuentes de Griffith como de las del expresionismo alemán.
La misteriosa poesía del filme, hoy en día considerado un clásico, no fue comprendida por la crítica y fracasó en taquilla. Laughton no vlvió a dirigir ninguna película más; y el fracaso de La noche del cazador supuso el fin del tándem Laughton-Gregory. La adaptación de The Naked and the Death / Los desnudos y los muertos, en la que Laughton ya había comenzado a trabajar con Norman Mailer, será finalmente producida por Paul Gregory en solitario y dirigida por Raoul Walsh.

### Los últimos años
Desde La noche del cazador hasta su muerte, Laughton sólo hizo cuatro películas, y esto suele dar la idea equivocada de que estuvo relativamente inactivo en este período. Nada más alejado de la realidad: Laughton continuó con sus giras de lecturas a lo largo de toda la geografía norteamericana; trabajó en televisión tanto en programas dramáticos como presentador (fue él, sustituyendo a un enfermo Ed Sullivan, quien presentó a Elvis Presley por primera vez en la televisión); colaboró en diversos proyectos, a menudo desinteresadamente, como por ejemplo, en representaciones shakesperianas dirigidas por el innovador Paul Baker en la Baylor University, entre otros. Además preparó dos antologías literarias a partir de textos que leía en sus giras (ver bibliografía), y grabó el doble disco The Storyteller, una recreación de sus veladas literarias que fue también una especie de testamento vital.
Todo esto, compaginado con sus actividades más conocidas en los escenarios y platós. El 1956 dirige una adaptación de la obra de Shaw Major Barbara, donde interpreta el papel de Undershaft, el fabricante de armas. En la obra participa su amigo Burgess Meredith. En 1957 trabaja con Billy Wilder en la adaptación de la obra de Agatha Christie Testigo de cargo, por la que es nominado al Óscar por su interpretación de un viejo abogado enfermo y gruñón, dispuesto a defender a su cliente a conciencia. En la película, su mujer Elsa Lanchester interpretó a su enfermera, cosa que le valió también una nominación. Seguidamente interpretó al astuto y ligeramente corrupto senador plebeyo Gracchus en la película de Stanley Kubrick Espartaco.
Laughton se dedicó durante este tiempo a preparar dos papeles de teatro shakespeariano. El primero fue uno que le obsesionó desde joven, El rey Lear, que finalmente interpretó en Stratford en 1959. Laughton, a quien ya le comenzaba a pesar la edad, ofrece una interpretación poco ortodoxa del personaje. Aunque la crítica inglesa le es declaradamente hostil (y por algunas razones claramente extrateatrales), testimonios de la interpretación declararon que, si bien esta sufría de irregularidades, ofrecía de todos modos momentos teatrales extraordinarios. El segundo, en esa misma temporada, fue el de Bottom en El sueño de una noche de verano.
Después de hacer la película Sotto Dieci bandiere / Bajo diez banderas, un trabajo rutinario en Italia, pero económicamente necesario para compensar los meses de trabajo no remunerado en la preparación de El rey Lear, Laughton trabaja en el drama político de Otto Preminger Advise and Consent (Tempestad sobre Washington), haciendo el papel de un conservador, intrigante y pícaro senador de Carolina del Sur. Laughton debía hacer el rol de Moustache en la película de Billy Wilder Irma la Dulce, pero se le diagnosticó cáncer de huesos. Wilder, que consideraba a Laughton el mejor actor con quien nunca había trabajado, retardó el rodaje para mantenerle la ilusión, y recordó conmovido cuando visitó a Laughton, poco antes de su muerte, y este le «actuó» su buen estado de salud, diciéndole que estaba fuerte y era capaz de hacerse cargo del papel. Laughton murió poco después, con el bigote que se estaba dejando para interpretar a Moustache.

## Falsos rumores

### El terror de los directores
Algunos historiadores cinematográficos han clasificado a Laughton como un actor caprichoso y difícil para trabajar. Estas afirmaciones se basan en los testimonios de Joseph von Sternberg y Alfred Hitchcock, que lo dirigieron en la inconclusa I, Claudius / Yo, Claudio (1937) y en Jamaica Inn (1939), respectivamente. Sin embargo, otros directores como Ernst Lubitsch, Jean Renoir, James Whale, Leo McCarey, Robert Siodmak, Billy Wilder y Otto Preminger quedaron muy satisfechos de su trabajo con Laughton, hasta el punto de que, en muchos casos, su colaboración derivó en una gran amistad.
Alfred Hitchcock, sin embargo, manifestó: «Nunca se te ocurra hacer una película con animales, ni con niños, ni con Charles Laughton».
Durante el rodaje de La noche del cazador, Laughton trató a los actores y a los miembros del equipo técnico con respeto y buscó potenciar su creatividad.

### El rodaje deLa noche del cazador

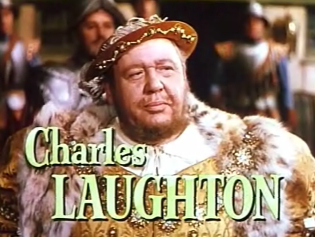
Charles Laughton en Young Bess.

Desde sus memorias, Lanchester dio la idea de que el rodaje de La noche del cazador fue problemático y que Laughton odiaba dirigir a los niños que salían en la película (hasta el punto de que, según ella, los niños fueron dirigidos por Robert Mitchum), así como que odiaba a los niños en general.
La reciente publicación de Heaven and Hell to Play with (ver bibliografía) y el documental de Robert Gitt (ver «Documentales», más abajo) desmontan esta afirmación con evidencia fílmica y la voz de diversos testimonios presenciales dan a entender que durante el rodaje se respiraba un ambiente cordial y creativo.
Laughton fue un padre frustrado, ya que, según explica la misma Lanchester, al descubrir ella su doble vida, se negó a tener hijos con él. Muchos amigos de Laughton, entre ellos Maureen O'Hara o el fotógrafo Stanley Cortez, testimoniaron su deseo de ser padre.

## Filmografía

### Películas
- Bluebottles, The Tonic, Daydreams (1928) Dir.: Ivor Montagu
- Piccadilly (1929) Dir.: Ewald Andrea Dupont.
- Wolves (1930).
- Down River (1931) Dir. Peter Godfrey
- El caserón de las sombras (The Old Dark House, 1932) Dir. James Whale
- Entre la espada y la pared (The Devil and the Deep, 1932) Dir. Marion Gering
- Justicia divina/El asesino de Mr. Medland (Payment Deferred, 1932) Dir. Lothar Mendes
- El signo de la cruz (The Sign of the Cross, 1932) Dir. Cecil B. De Mille
- Si yo tuviera un millón (If I Had a Million, 1932) Dirs. Ernst Lubitsch, Norman Taurog, Stephen Roberts, Norman McLeod, James Cruse, William A. Seiter y H. Bruce Humberstone
- La isla de las almas perdidas (Island of Lost Souls, 1932) Dir. Erle C. Kenton
- La vida privada de Enrique VIII (The Private Life of Henry VIII, 1933) Dir. Alexander Korda
- White Woman (1933) Dir. Stuart Walker
- The Barretts of Wimpole Street (1934) Dir. Sidney Franklin
- Nobleza obliga (Ruggles of Red Gap, 1935) Dir. Leo McCarey
- Los miserables (Les Misérables, 1935) Dir. Richard Boleslawsky
- Rebelión a bordo (Mutiny on the Bounty, 1935) Dir. Frank Lloyd
- Rembrandt (Rembrandt, 1936) Dir. Alexander Korda
- Yo, Claudio (I, Claudius, 1937) Dir. Joseph von Sternberg (inacabada: ver «Documentales» más abajo).
- Bandera amarilla (Vessel of Wrath, 1938) Dir. Eric Pommer (Laughton es actor y coproductor de esta película).
- Las calles de Londres (St. Martin's Lane, 1938) Dir. Tim Whelan (Laughton es actor y coproductor de esta película).
- La posada de Jamaica (Jamaica Inn, 1939) Dir. Alfred Hitchcock (Laughton es actor y coproductor de esta película).
- Esmeralda, la zíngara (The Hunchback of Notre Dame, 1939) Dir. William Dieterle

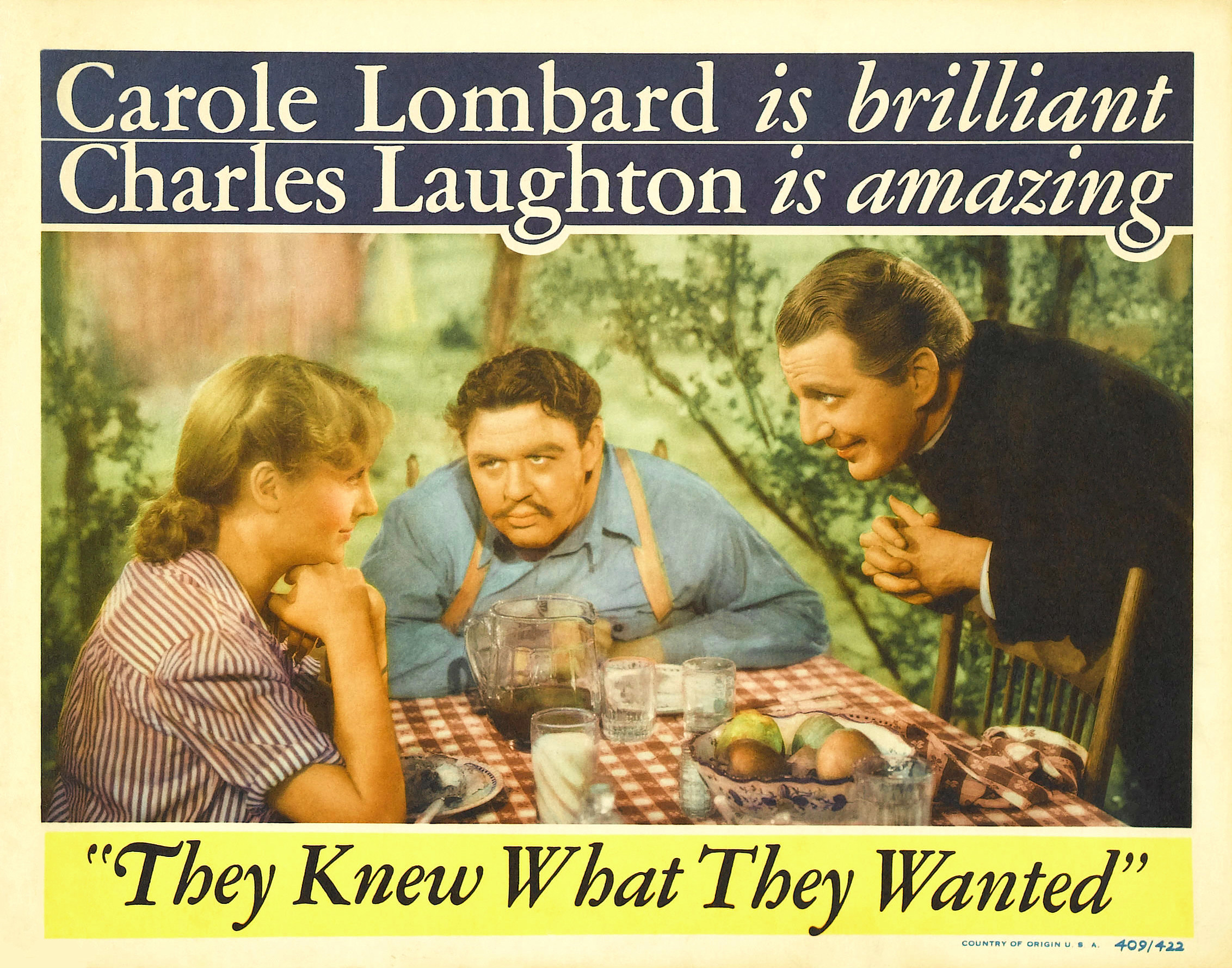
Laughton en la película Ellos sabían lo que querían (1940), con Carole Lombard y Frank Fay.

- They Knew What They Wanted (1940) Dir. Garson Kanin
- Casi un ángel (It Started with Eve, 1941) Dir. Henry Koster
- Se acabó la gasolina (The Tuttles of Tahiti, 1942) Dir. Charles Vidor
- Seis destinos (Tales of Manhattan, 1942) Dir. Julien Duvivier
- Stand by for Action (1943) Dir. Robert Z. Leonard
- Forever and a Day (1943) Dirs. René Clair, Edmund Goulding, Cedric Hardwicke, Frank Lloyd, Victor Saville, Robert Stevenson y Herbert Wilcox
- Esta tierra es mía (This Land Is Mine, 1943) Dir. Jean Renoir
- The Man from Down Under (1943) Dir. Robert Z. Leonard
- The Canterville Ghost (1944) Dir. Jules Dassin
- El sospechoso (The Suspect, 1944) Dir. Robert Siodmak
- El capitán Kidd (Captain Kidd, 1945) Dir. Rowland V. Lee
- Su primera noche (Because of Him, 1946) Dir. Richard Wallace
- Arco de triunfo (Arch of Triumph, 1947) Dir. Lewis Milestone
- El reloj asesino (The Big Clock, 1947) Dir. John Farrow
- El proceso Paradine (The Paradine Case, 1948) Dir. Alfred Hitchcock
- On our Merry way/A Miracle can Happen (1948) Dirs. King Vidor, Leslie Fenton, John Huston, George Stevens (El episodio donde aparece Laughton fue eliminado del montaje final, aunque se ha añadido en algunas versiones publicadas en DVD).
- The Girl from Manhattan (1948) Alfred E. Green
- Soborno (The Bribe, 1949) Dir. Robert Z. Leonard
- El hombre de la torre Eiffel (The Man on the Eiffel Tower, 1949) Dir. Burgess Meredith (codirectores no acreditados: Charles Laughton y Franchot Tone).
- No estoy sola (The Blue Veil, 1951) Dir. Curtis Bernhardt
- The Strange Door (1951) Dir. Joseph Pevney
- Cuatro páginas de la vida (O. Henry's Full House, 1952) Dir. Henry Koster
- Abbott and Costello Meet Captain Kidd (1952) Dir. Charles Lamont
- Salomé (Salome, 1953) Dir. William Dieterle
- La reina virgen (Young Bess, 1953) Dir. George Sidney
- El déspota (Hobson's Choice, 1954) Dir. David Lean
- La noche del cazador (The Night of the Hunter, 1954) Dir. Charles Laughton (no aparece como actor en la película).
- Testigo de cargo (Witness for the Prosecution, 1957) Dir. Billy Wilder
- Bajo diez banderas (Sotto dieci bandiere, 1960) Dir. Diulio Colletti
- Espartaco (Spartacus, 1960) Dir, Stanley Kubrick
- Advise & Consent (1962) Dir. Otto Preminger

### Documentales

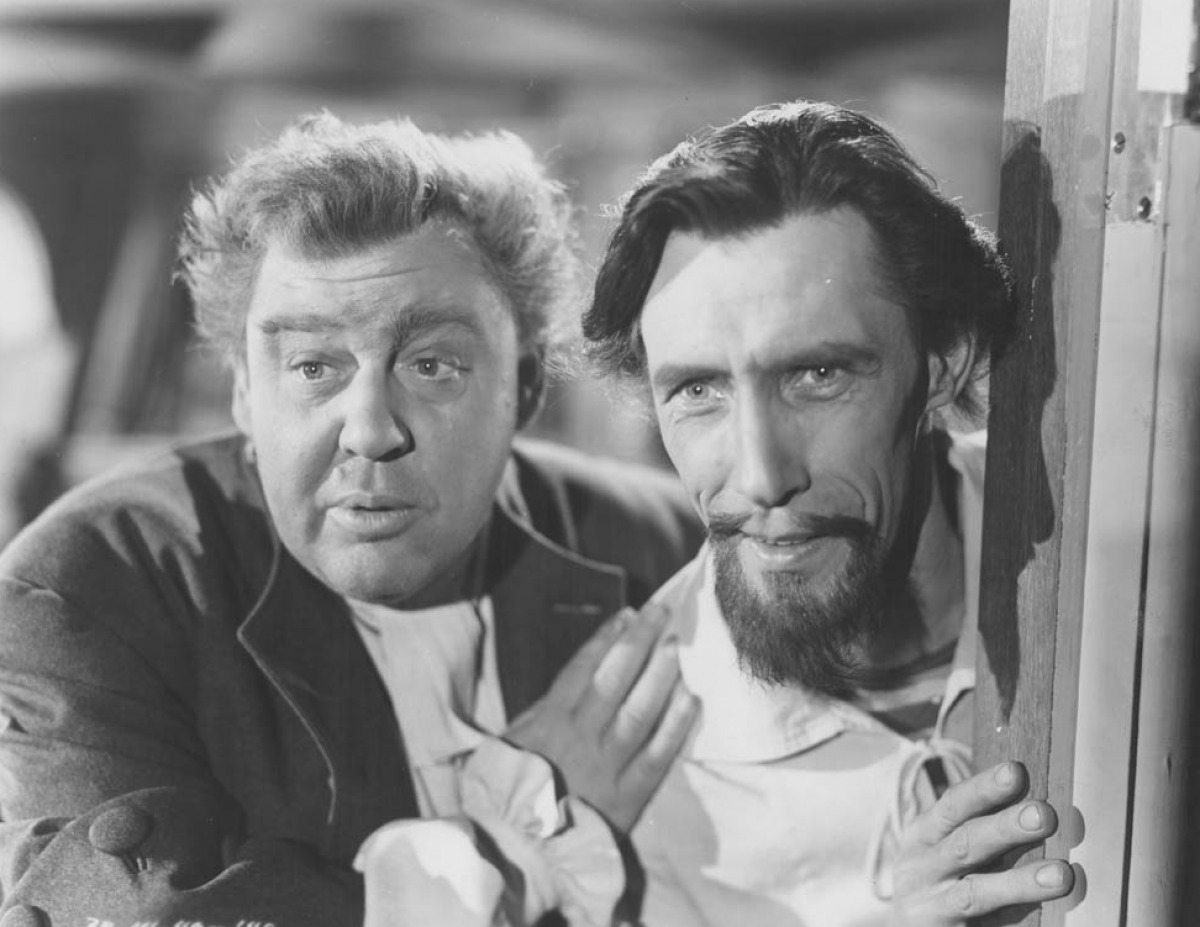
Laughton en Capitán Kidd (1945).

- The Epic That Never Was (1965). Dirigido por Bill Duncalf y presentado por Dirk Bogarde. Documental de la BBC sobre el rodaje de I, Claudius con diversas escenas acabadas. (VHS, DVD).
- Callow's Laughton (1987). Documental de la Yorkshire TV-ITV dirigido por Nick Gray y presentado por Simon Callow sobre Charles Laughton.
- Charles Laughton Directs The Night of the Hunter (2002). Documental dirigido por Robert Gitt a partir de tomas descartadas de la película.

## Teatro
Debut teatral (1913). Stonyhurst College, Reino Unido
- The Private Secretary per Charles Hawtrey

Teatro amateur (hasta 1925). Scarborough, Reino Unido
- The Dear Departed por Stanley Houghton
- Trelawney of The Wells por Arthur Wing Pinero
- Hobson's Choice por Harold Brighouse

1926
- The Government Inspector. por Nikolái Gógol. Dir. Theodore Komisarjevsky
- Los puntales de la sociedad por Henrik Ibsen. Dir. Sybil Arundale
- El jardín de los cerezos por Antón Chéjov. Dir. Theodore Komisarjevsky
- Las tres hermanas por Antón Chéjov. Dir. Theodore Komisarjevsky
- Liliom por Ferencz Molnar. Dir. Theodore Komisarjevsky

1927
- The Greater Love por James B. Fagan. Dir. James B. Fagan y Lewis Casson
- Angela por Lady Bell. Dir. Lewis Casson
- Vestire gli ignudi por Luigi Pirandello. Dir. Theodore Komisarjevsky
- Medea por Eurípides. Dir. Lewis Casson
- The Happy Husband por Harrison Owen. Dir. Basil Dean
- Paul Y por Dimitri Merejovski. Dir. Theodore Komisarjevsky
- Mr. Prohack por Arnold Bennet y Edward Knoblock. Dir. Theodore Komisarjevsky

1928
- A Man with Red Hair por Benn W. Levy, a partir de la novela de Hugh Walpole. Dir. Theodore Komisarjevsky
- The Making of an Immortal por George Moore. Dir. Robert Atkins
- Riverside Nights por Nigel Playfair y A. P. Herbert. Dir. Nigel Playfair
- Alibi por Michael Morton, a partir de la novela de Agatha Christie. Dir. Gerald du Maurier
- Mr. Pickwick por Cosmo Hamilton y Frank C. Reilly, a partir de la novela de Charles Dickens. Dir. Basil Dean

1929
- Beauty por Jacques Deval (adapt. inglesa: Michael Morton). Dir. Felix Edwardes
- The Silver Tassie por Sean O'Casey. Dir. Raymond Massey

1930
- French Leave por Reginald Berkeley. Dir. Eille Norwood
- On the Spot por Edgar Wallace. Dir. Edgar Wallace

1930
- Payment Deferred por Jeffrey Dell, a partir de la novela de C. S. Forester. Dir. H. K. Ailiff

1931
Gira americana (Chicago y Nueva York) de Payment Deferred y Alibi (esta última retítulada The Fatal Alibi y dirigida por Jed Harris).
Old Vic: temporada 1933-34. Londres. Reino Unido.
Todas las obras dirigidas por Tyrone Guthrie
- El jardín de los cerezos por Antón Chéjov
- Enrique VIII por William Shakespeare
- Medida por medida por William Shakespeare
- La tempestad por William Shakespeare
- La importancia de llamarse Ernesto por Oscar Wilde
- Love for Love por William Congreve
- Macbeth por William Shakespeare

1936 París. Francia.
- Le medecin malgré lui por Molière.

1936 Londres. Reino Unido.
- Peter Pan por James Matthew Barrie. Dir. Stephen Thomas

1947 Los Ángeles y Nueva York, Estados Unidos
- Galileo por Bertolt Brecht (adaptación inglesa: Bertolt Brecht y Charles Laughton). Dir. Joseph Losey

1949 Estados Unidos (Gira).
- An Evening with Charles Laughton: Veladas literarias con obras de diversos autores. Dir. Charles Laughton

1950 Los Ángeles, Estados Unidos.
- El jardín de los cerezos por Antón Chéjov. Dir. Charles Laughton

1951-52 Estados Unidos y Reino Unido (Gira).
- Don Juan in Hell de Man and Superman por George Bernard Shaw. Dir. Charles Laughton.

1953 Estados Unidos (Gira).
- John Brown's Body por Stephen Vincent Benet. Dir. y Adaptación: Charles Laughton (no apareció como actor).

1954 Estados Unidos (Gira).
- The Caine Mutiny Court Martial por Herman Wouk, a partir de su novela. Dir. Charles Laughton (no apareció como actor).

1956 Nueva York, Estados Unidos.
- Major Barbara por George Bernard Shaw. Dir. Charles Laughton

1956 Londres, Reino Unido
- The Party por Jane Arden. Dir. Charles Laughton

1959 Stratford-upon-Avon, Reino Unido
- El sueño de una noche de verano por William Shakespeare. Dir. Peter Hall
- El rey Lear por William Shakespeare. Dir. Glen Byam Shaw

## Bibliografía

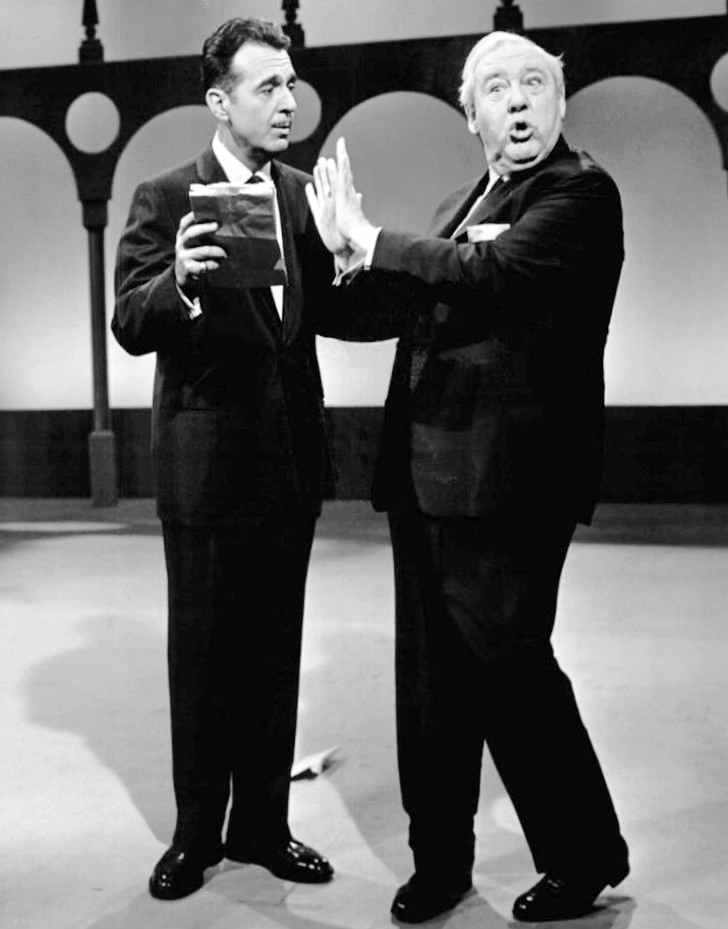
Laughton se niega a leer un poema publicitario ―escrito tradicionalmente en una bolsa de papel― en el programa The Ford Show (patrocinado por la empresa The Ford Motor Company), en 1961.

## Premios y distinciones
Premios Óscar
| Año  | Categoría   | Película                        | Resultado |
| ---- | ----------- | ------------------------------- | --------- |
| 1934 | Mejor actor | La vida privada de Enrique VIII | Ganador   |
| 1936 | Mejor actor | Mutiny on the Bounty            | Nominado  |
| 1958 | Mejor Actor | Testigo de cargo                | Nominado  |